# Tonino Delli Colli
Tonino Delli Colli (ur. 20 listopada 1922 w Rzymie; zm. 16 sierpnia 2005 tamże) – włoski operator filmowy.

## Życiorys
W czasie swojej długoletniej kariery współpracował z takimi reżyserami jak Pier Paolo Pasolini, Federico Fellini, Louis Malle, Sergio Leone i Roman Polański. Ostatnim filmem, przy którym pracował, było Życie jest piękne (1997) Roberto Benigniego.
Czterokrotny laureat nagrody David di Donatello za najlepsze zdjęcia. Zasiadał w jury konkursu głównego na 14. (1961) oraz na 39. MFF w Cannes (1986).
Jego kuzyn Franco Delli Colli był również operatorem filmowym.